# Det är sång idag
Det är sång idag är en körsång med text och musik av Sidney E. Cox.

## Publicerad i
- Frälsningsarméns sångbok 1990 som nr 814 under rubriken "Glädje, vittnesbörd, tjänst".
- Sångboken 1998 som nr 159.